# Синьял-Шатьма
Синья́л-Ша́тьма (чув. Çĕньял Шетмĕ) — деревня в Красноармейском районе Чувашской Республики.

## География
Находится в северной части Чувашии, на расстоянии приблизительно 10 км на северо-запад по прямой от районного центра села Красноармейское у истоков реки Малая Шатьма.

## История
Известна с 1858 года, когда здесь было 129 жителей. В 1906 году было учтено 36 дворов, 196 жителей, в 1926 — 43 двора, 191 житель, в 1939—198 жителей, в 1979—158. В 2002 году было 42 двора, в 2010 — 38 домохозяйств. В период коллективизации был образован колхоз «Блюхер», в 2010 году действовало КФХ «Васильева». До 2021 года входила в состав Пикшикского сельского поселения до его упразднения.

## Население
Постоянное население составляло 91 человек (чуваши 99 %) в 2002 году, 96 в 2010.